# 葬送と勝利の大交響曲

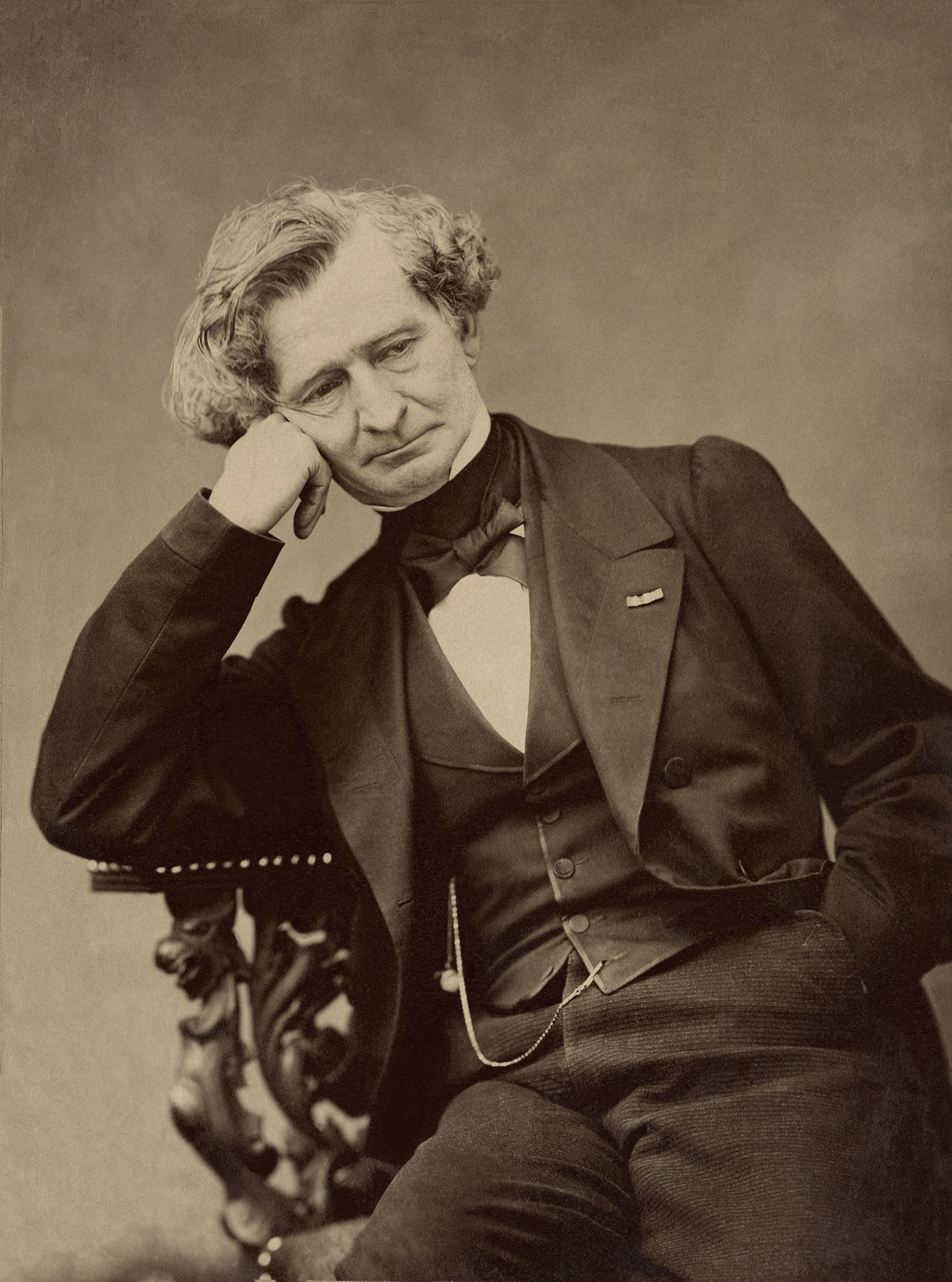
ピエール・プティ撮影のベルリオーズ

『葬送と勝利の大交響曲』（そうそうとしょうりのだいこうきょうきょく、Grande symphonie funèbre et triomphale）作品15は、エクトル・ベルリオーズが交響曲と銘打って作曲した4つの作品のうち最後のものである。ベルリオーズの交響曲はいずれも何らかの点で破格なものであるが、この交響曲も大編成の軍楽隊（吹奏楽）によって野外で演奏される作品として書かれた。後に任意として、弦楽器や合唱のパートが追加されたが、元の管楽器のパートはそのままであり、この点でもオーケストラ作品としては異例といえる。
その破格さのために、日本では吹奏楽曲としてもオーケストラ曲としても演奏機会は少ない。しかし、フランスをはじめ欧米では、宗教的祭典や軍楽隊の大規模な演奏会などでしばしば演奏される。録音の数も少なくはない。広い意味でのベルリオーズの宗教的大作として、『レクイエム』『テ・デウム』『キリストの幼時』などと並ぶ作品と位置付けることができる。

## 作曲の経緯
1840年、フランス政府は7月革命10周年を記念して、革命で命を落とした英雄的犠牲者をバスティーユ広場に建てられた記念碑に改葬し、その際に盛大な記念式典を催すことを決めた。そして、その式典のための音楽の作曲が政府からベルリオーズに依頼された。ベルリオーズはこの依頼に対し、野外での演奏ということを考慮して、管楽器の大合奏による交響曲がふさわしいと考えた。さらに構成を、葬列とともに演奏する葬送行進曲、遺体を記念碑に安置する際に演奏する追悼曲、そして式典を締めくくる栄光の讃歌（アポテオーズ）の3部からなるものと決めた。
構想が決まるとベルリオーズはただちに作曲を行ったが、短期間で曲を書き上げることができたのは、未完の旧作を流用したためであるといわれる。少なくとも第2楽章「追悼」については、未完のオペラ『宗教裁判官』の中の歌を転用したことがわかっている。原曲の歌手のパートはテナー・トロンボーンのソロに置き換えられた。

## 初演とパートの追加
初演は1840年7月28日、パリの街頭で行われた。ベルリオーズは200人ほどの軍楽隊を自ら指揮し、「葬送行進曲」および「アポテオーズ」を演奏しながら、数時間にわたって葬列とともに行進した。バスティーユ広場に到着後、祈祷に続いて「追悼」が演奏された。予定では「アポテオーズ」の演奏で締めくくられるはずであったが、数万人規模の国民軍の行進がすぐ近くで行われたために台無しとなった。
初演は意図した通りにはいかなかったものの、ベルリオーズはその2日前の7月26日に、大勢の友人、批評家、音楽家らを招いた上でホールを用いての総練習を行っていた。その際に好評だったこともあり、同年のうちに3度の再演を屋内（ホールやオペラ座）で行った。なお、この時には『軍隊交響曲』（Symphonie Militaire）と題され、第2楽章は「告別の讃歌」（Hymne d'Adieu）と名付けられていた。
弦楽合奏などのパートを追加しての演奏は、2年後の1842年2月に行われた。アントニー・デシャンの詞による合唱が第3楽章に追加されたのは、同年9月にブリュッセルで行われた演奏会からである。現在の題名に改められたのもこの時である。

## 編成
以下はベルリオーズが総譜で指定した人数である。実際には重複しているパートもあるので、いくらか人数の削減は可能である。
- ピッコロ 4（1パート）
- フルート 5（1パート）
- オーボエ 5（1パート）
- クラリネット（E♭） 5（1パート）
- クラリネット（B♭） 26（2パート）
- バス・クラリネット 2（1パート）
- ファゴット 8（2パート）
- ホルン 12（F、A♭、C管 各4）（各2、全6パート）
- トランペット 8（F、C管 各4）（各2、全4パート）
- コルネット（A♭管） 4（2パート）
- トロンボーン 10（アルトまたはテナー 4、テナー 6）（3パート＋ソロ）
- オフィクレイド（テューバ） 6（2パート）
- 小太鼓 8（2パート）、パヴィヨン・シノワ（ターキッシュ・クレセント） 1、シンバル 3、大太鼓 1、ゴング 1

さらに任意として
- コントラファゴット 1
- バス・トロンボーン 1
- ティンパニ 1
- 弦五部（第1ヴァイオリン 20、第2ヴァイオリン 20、ヴィオラ 20、チェロ 15、コントラバス 10） - 計85
- 混声六部合唱（ソプラノ80、テノール60、バス60：各2部に分かれる） - 計200

任意のパートを除いて101人、任意のパートを全て加えると389人となる。

## 演奏時間
全曲は約35分である。

## 曲の構成
- 第1楽章「葬送行進曲」（Marche Funèbre）
モデラート・ウン・ポーコ・レント、ヘ短調。約20分で全曲の半分以上を占める。小太鼓のリズムに始まり、金管楽器がそれを受け継いだ後、フルートとクラリネットが中心となる主題を奏する。オーボエとクラリネットによって奏される第2の主題、低音の管楽器による第3の主題が続いた後、最初の主題が再現する。
- 第2楽章「追悼」（Orasion Funèbre）
アダージョ・ノン・タント―アンダンティーノ―アンダンティーノ・ポーコ・レント・エ・ソステヌート。この楽章はほぼテナー・トロンボーンの独奏曲となっている。8小節の荘重な序奏の後、レチタティーヴォ風の旋律でテナー・トロンボーンの独奏が始まり、死者への追悼歌が奏される。この楽章は次の楽章まで小太鼓のロールで切れ目なく続く。
- 第3楽章「アポテオーズ」（Apothéose）
アレグロ・ノン・トロッポ・エ・ポンポーソ、変ロ長調。金管楽器によるファンファーレの後、全ての管楽器が強奏で中心主題を奏する。中間部はやや穏やかになるが、再び強奏となった後、合唱（任意）も加わって高らかに讃歌が歌われる。

## 録音
| 指揮                         |  | 演奏                                             | 合唱                       | EAN番号 | 録音年 | レーベル                   | 備考（併録状況） |
| ---------------------------- |  | ------------------------------------------------ | -------------------------- | --- | ------ | -------------------------- | --- |
| デジレ・ドンデイヌ           |  | パリ警視庁音楽隊                                 | パリ・ポピュレール合唱団   | 0825646218325 0639842422925 | 1958   | Erato                      | 『クレオパトラの死』、トロイアの人々（抜粋）、序曲集（『ベンヴェヌート・チェッリーニ』、『ローマの謝肉祭、『宗教裁判官』、『海賊』）                                                                        |
| デジレ・ドンデイヌ           |  | パリ警視庁音楽隊                                 | パリ・ポピュレール合唱団   | ワーグナー：忠誠行進曲、『オイリアンテ』の動機による葬送音楽、メンデルスゾーン：吹奏楽のための序曲、吹奏楽のための葬送行進曲                                                                                | 1958   | Erato                      | |
| デジレ・ドンデイヌ           |  | パリ警視庁音楽隊                                 | -                          | 4909346707337 0789368381326 | 1976   | Calliope                   | シュミット：『酒神祭』、ケクラン：『民衆の祭りのための4つのコラール』、フォーレ：『挽歌』 |
| コリン・デイヴィス           |  | ロンドン交響楽団 （弦楽付き）                    | ジョン・オールディス合唱団 | 0028941628329 | 1969   | Philips                    | 『レクイエム』 |
| 朝比奈隆                     |  | 大阪市音楽団                                     | 大阪音楽大学合唱団         | | 1983   | 日本ワールドレコード社     | 第47回定期演奏会ライブ 大栗裕：大阪俗謡による幻想曲、チャイコフスキー：『ロメオとジュリエット』 |
| 朝比奈隆                     |  | 大阪市音楽団                                     | 大阪音楽大学合唱団         | 第3楽章のみ収録 大栗裕：神話、櫛田胅之扶：飛鳥、ネリベル：2つの交響的断章、ケーレル：アポロ行進曲、J.シュトラウス：常動曲、リスト：前奏曲、ハルヴォルセン：ロシア領主の入場行進、アルフォード：ナイルの守り | 1983   | 日本ワールドレコード社     | |
| ジョン・ブージョワ           |  | アメリカ海兵隊軍楽隊                             | メリーランド大学合唱団     | 0710396305329 | 1985   | Altissimo                  | 序曲『宗教裁判官』 |
| シャルル・デュトワ           |  | モントリオール交響楽団 （弦楽付き）              | モントリオール交響合唱団   | 0028941628329 | 1986   | DECCA                      | 劇的交響曲『ロメオとジュリエット』 |
| クリストフ・エッシェンバッハ |  | チェコ・フィルハーモニー管弦楽団                 | -                          | 4988001177937 | 1987   | Supraphon                  | 『クレオパトラの死』 |
| ジョン・ウォーレス           |  | ザ・ウォーレス・コレクション                     | リーズ祝祭合唱団           | 0710357517525 | 1989   | Nimbus                     | ゴセック：軍隊交響曲、葬送行進曲、ジャダン：序曲ヘ長調、ケルビーニ：『勝利への賛歌』、ルフェーヴル：『農業への賛歌』、ルジェ・ド・リール：『自由への賛歌』（ラ・マルセイエーズ）                            |
| ブノワ・ジロー               |  | フランス国家警察吹奏楽団                         | -                          | | 1996   | Robert Martin              | ドンデイヌ校訂版 ノレー：『見つめ合い』、サクストリー、ファユノー：『室内協奏曲』、ポミエ：『2枚の絵』 |
| フランソワ・ブーランジェ     |  | ギャルド・レピュブリケーヌ吹奏楽団               | -                          | 0713746098223 | 1998   | Valois                     | ドンデイヌ校訂版 『幻想交響曲』（第4楽章）、『ローマの謝肉祭』、『ファウストの劫罰』（ハンガリー行進曲） |
| ヴァルター・ラツェック       |  | ドイツ連邦軍教育隊音楽隊                         | -                          | | 1998   | Bauer / Carpe Diem         | ルディン：『エングスの夢』、ビリク：『サクソフォーン小協奏曲』、ホロヴィッツ：『ブルーリッジのバッカス』 |
| ロレンツォ・デッラ・フォンテ |  | ヴァルテッリーナ吹奏楽団                         | -                          | 8018430237011 | 1998   | AGORÁ                      | ドンデイヌ校訂版 ミヨー：『フランス組曲』、エリック・サティ、デ・メイ編：『ラタトゥーユサティリーク』 |
| ティモシー・レイニッシュ     |  | ロイヤル・ノーザン音楽大学ウィンド・オーケストラ | -                          | 4947182105139 | 2000   | CHANDOS                    | シュミット：『ディオニソスの祭り』、サン＝サーンス：『東洋と西洋』、ボザ：『子供の序曲』、ミヨー：『フランス組曲』                                                                                          |
| フィリップ・フェロ           |  | パリ警視庁吹奏楽団                               | コロンヌ合唱団             | 0794881716821 | 2002   | Calliope                   | ベーレンライター原典版 『ギリシア革命－英雄的情景』よりフィナーレ |
| サイモン・ラトル             |  | ベルリン・フィルハーモニー管弦楽団               |                            | | 2013   | デジタルコンサート・ホール | ジョヴァンニ・ガブリエリ：「第7旋法と第8旋法によるカンツォン」、ベルリン市長らの祝辞、ヴォルフガング・リーム：「イン・シュリフトⅡ」、レイフ・ヴォーン・ウィリアムズ：「トマス・タリスの主題による幻想曲」他 |